# Grupo Octubre (teatro)
El grupo Octubre fue un grupo teatral francés durante los años 1930 que practicaba el llamado agitprop o teatro de agitación política. Raymond Bussières dijo : « Se ha hablado mucho del grupo Octubre, pero raramente con exactitud ».

## Historia

### 1932-1936: el teatro obrero
La grupo nació como escisión del grupo Prémices, de la Federación de Teatro Obrero de Francia (FTOF), cuyos actores reprochaban al director de escena Roger Legris la pérdida del ideal político. Sin embargo, desde el 25 de abril de 1932, fecha de su creación, al 30 de junio de 1936, fecha en que se representó su último espectáculo, Le Tableau des merveilles, dirigido por Lou Tchimoukow, el grupo Octubre perteneció a la FTOF, nacida el 25 de enero de 1931 como sección francesa de la Unión Internacional de Teatro Obrero (UITO), estrechamente ligada al Partido Comunista Francés (PCF) y a la Confederación General del Trabajo Unitaria (CGTU).
Por indicación de Paul Vaillant-Couturier y de Léon Moussinac, el grupo Octubre nació en contacto con Jacques Prévert, que por esta época no había escrito aún obras destacables, aunque se puso a ello apresuradamente ante el encargo. El grupo desempeñó un papel muy activo durante los mítines políticos, ya fueran en las calles o en las fábricas por motivo de huelgas, entre 1933 y 1936, con la representación de cortas piezas teatrales o coros con el fin de difundir las ideas comunistas.
Adeptos del agitprop, para un teatro proletario cercano de Erwin Piscator, Prévert escribió entonces a carga contra el orden establecido, caricaturizando a los políticos y a los grandes industriales (La Bataille de Fontenoy 1932, Citroën 1933), o ridiculizando a la burguesía (La Famille Tuyau de Poêle, 1933); también defendiendo los valores obreros (Viva la prensa, 1932, o el Cuadro de las maravillas, representados en los grandes almacenes parisinos durante la huelga de 1935). Frente al teatro burgués, el agitprop promovía la necesidad de un teatro del pueblo. Entre los actores destacaron Paul Éluard y Louis Aragon.

### El grupo Octubre y el comunismo
Los trabajos que llevan sobre el grupo Octubre datan del después de-guerra. Los que evocan las relaciones entre Octubre y el comunismo aparecen en 1965. Para H. Jolly, el análisis crítico de los trabajos con relación al grupo Octubre hace aparecer la construcción progresiva de un mito. Las relaciones entre el grupo Octubre y el Partido comunista francés y aquel de Unión soviética (PCUS) habrían sido minimizadas incluso negadas, sobre todo después del anuncio de los « crímenes » y « errores » de Stalin, en febrero de 1956, por el informe Khrouchtchev, al XX congreso del PCUS. Es de todas maneras este que deduce de la consulta del archivo del CRCEDHC (Centro #Ruso de conservación y de estudios de los documentos en historia contemporánea), a Moscú.
Una interpretación diferente ha sido propuesta por las universitarias Patrice Allain y Laurence Perrigault,,,. Pulsándose el archivo soviético y sobre los periódicos de borde de algunos participantes del viaje a Moscú, han mostrado que los diez encartés del grupo eran principalmente los miembros iniciales del grupo Prémices, que habían apelado a Jacques Prévert en abril de 1932 para escribirles un texto sobre las elecciones. Entre los amigos de Prévert que cogieron a marchar de esta fecha el grupo Prémices, pronto rebautizado grupo Octubre, no de encartés al PC, pero de los trotskistes (Yves Allégret, Jacques-André Boiffard, Marcel Jean...) y de los anarquistas. La #3.º ola de actores a coger el grupo, salida de la banda de los artes aplicados (Loris, Grimault, Blin, Janine Jane, etc.) no atestiguó a su vez d"ninguna attirance para el PC : todos firmarán de otro lado la Llamada a la lucha en febrero de 1934 (llamada que excluía el AEAR,)  y mucho participarán en Contraataque,  cuyo el menos que se pueda decir es que no se trataba  de una organización comunista !

### De reales relaciones con el Partido comunista ?
El grupo Prémices era inicialmente  cercano del Partido comunista francés. Un año después de la llegada de Prévert al grupo, en mayo de 1933, el grupo contaba al menos con 10 miembros con carné del Partido Comunista. El grupo que cuenta 26 miembros a la misma fecha, eso significa que había aproximadamente 40 % de comunistas al seno de la tropa de teatro de trató-prop, sea mucho menos que los Blouses azules de Bobigny (BBB), nacidas en 1931, dirigidas por Gaston Clamamus y cuyas Raymond Bussières decía que eran « verdad comunistas a 100 % » mientras que no contaban que 41,1 % de comunistas. No obstante, hace falta anotar que la obediencia al PC desaparece después del viaje a Moscú, que enfría la mayoría de las miembros del grupo,. El resumen del espectáculo dado por la tropa en Moscú lamentaba de otro lado que el grupo no seguía  suficientemente la línea dada por el PC y exigía que a su regreso en Francia todos los miembros del grupo siguen cursos de política. "Hace falta dégager un responsable ideológico." El camarada Germinal subrayaba que en Francia, el espectáculo que había sido presentado por el Grupo Octubre en Moscú había una temática anarquista bien más fuerte y que había sido en parte réécrit para las Olimpiadas. El camarada Moussinac ponía sin embargo en guardia : "Estoy de acuerdo sobre el hecho que es necesario de tomar medidas de reorganización y de formación política para reestructurar el grupo, pero fallará hacerlo con muchas precauciones, sin qué podríamos causar su pérdida". De hecho, al regreso de Moscú, los miembros de Prémices encartés al PC abandonaron poco a poco el grupo, mientras que éste acogía nuevos miembros no encartés. Ambas últimas representaciones del grupo dado en 1936 lo estuvieron, lo una en el honor de Trotski, el otro - organizada por el comité anarcho-syndicaliste - al provecho de los combatientes de la C.N.T. y de la F.TIENE.I..  El Partido comunista parecía entonces bien lejos...[estilo a volver a ver]

### Premio fantasmé
Contra este que escribe Michel Fauré en su labor y muchas otras autoras, el grupo Octubre no ha logrado nunca el primer premio de la Olimpiada del teatro obrero de Moscú que se ha desarrollado en Moscú, en 1933. Efectivamente, como lo ha precisado le-mismo Raymond Bussières en un testimonio anterior, « no había  de primer premio » durante esta Olimpiada. Efectivamente, ésta tenía que terminarse por una conferencia, sin remisión de premio, como lo atestigua el programa de la Olimpiada.

## Disolución del grupo
La compañía fue disuelta como Federación de Teatro Obrero de Francia en 1936, tras la victoria del Frente Popular en las elecciones generales, en especial por el desacuerdo de los integrantes del grupo con respecto a la necesidad de comprometerse en las Brigadas Internacionales.

## Miembros del grupo Octubre
- Jacques Prévert
- Pierre Prévert
- Gisèle Fruhtman
- Georges Pomiès
- Raymond Bussières
- Louis Bessières
- Sylvia Bataille
- Maurice Baquet
- Paul Grimault
- Lou Tchimoukow
- Arlette Besset
- Margot Capelier
- Jacques-Bernard Brunius
- Roger Blin
- Marcel Duhamel
- Sylvain Itkine
- Jean Dasté
- Guy Decomble
- Jean-Louis Barrault
- Lazare Fuchsmann
- Raymonde Fuchsmann
- Suzanne Montel
- Yves Allégret
- Fabien Loris
- Ida Lods
- Agnès Capri
- Mouloudji
- Jean-Paul Le Chanois
- Max Morise
- Germaine Pontabry
- Pierre-Léopold Sabas
- Paul Frankeur
- Jean Loubès